# Itapera
Itapera é um distrito do município brasileiro de Icatu, no litoral do estado do Maranhão.